# ライト・プレイス・ライト・タイム
『ライト・プレイス・ライト・タイム』（Right Place Right Time）は、2012年にリリースされたオリー・マーズの3枚目のスタジオ・アルバムである。

## 概要
3枚目のアルバムにして初の日本盤が発売され（日本デビュー）、日本盤ボーナストラックとしてこれまでに全英シングルチャート首位を記録した前2作からのシングル3曲が追加収録されている。

## 収録曲
1. アーミー・オブ・トゥー - Army of Two
2. トラブルメイカー feat.フロー・ライダー - Troublemaker (featuring Flo Rida)
3. ラウド&クリア　- Loud & Clear
4. ディア・ダーリン - Dear Darlin
5. ライト・プレイス・ライト・タイム - Right Place Right Time
6. ハンド・オン・ハート - Hand on Heart
7. ヘイ・ユー・ビューティフル - Hey You Beautiful
8. ヘッド・トゥ・トウ - Head to Toe
9. パーソナル - Personal
10. ホワット・ア・バズ - What a Buzz
11. クライ・ユア・ハート・アウト - Cry Your Heart Out
12. ワン・オブ・ディーズ・デイズ - One of These Days

日本盤ボーナストラック
1. プリーズ・ドント・レット・ミー・ゴー - Please Don't Let Me Go
2. ハート・スキップス・ア・ビート - Heart Skips a Beat
3. ダンス・ウィズ・ミー・トゥナイト - Dance with Me Tonight